# Irlande aux Jeux du Commonwealth
L’Irlande, État indépendant depuis le Traité de Londres de 1921, est membre du Commonwealth britannique jusqu'en 1949. À ce titre, elle participe aux Jeux du Commonwealth à deux reprises. 
Les premiers Jeux ont lieu à Hamilton au Canada en août 1930, sous le nom de « Jeux de l'Empire britannique ». Depuis 1921, l'île d'Irlande est divisée entre l'État libre d'Irlande (indépendant) et l'Irlande du Nord (qui a choisi de rester membre du Royaume-Uni). Pour ces premiers Jeux de l'Empire, les deux Irlandes envoient une délégation commune. En 1934, à l'inverse, l'État libre d'Irlande et l'Irlande du Nord envoient chacun leur propre délégation. L'État libre d'Irlande ne participe pas aux Jeux de 1938. Les Jeux de 1942 sont annulés en raison de la Seconde Guerre mondiale, de même que ceux de 1946. Devenue indépendante, l'État d'Irlande quitte le Commonwealth en 1949, et ne participe donc plus aux Jeux. La Fédération des Jeux du Commonwealth attribue aujourd'hui rétroactivement à l'Irlande du Nord tous les résultats obtenus par des athlètes irlandais en 1930 et 1934,,.

## Jeux de 1930
L'équipe d'Irlande unifiée est représentée par cinq athlètes, tous masculins, concourant tous aux épreuves d'athlétisme : Joe Eustace, W. Dickson, M. O'Malley, William Britton et Jack O'Reilly. Le seul médaillé est William Britton, qui décroche l'argent au lancer de marteau avec un lancer de 46,89 mètres, derrière l'Anglais Malcolm Nokes (47,13 m). Les résultats ne précisent pas si Britton est originaire du Sud ou du Nord de l'Irlande, mais il pratique dans un club à Cavan, dans l'État libre d'Irlande, près de la frontière,. O'Malley et Dickson (respectivement du Sud et du Nord) manquent leurs épreuves, leur bateau ayant été retardé par de la brume. Joe Eustace (du Sud), terminant sa course troisième dans l'épreuve du 100 yards, manque de peu de se qualifier pour la finale. Enfin, O'Reilly (du Sud) termine 9e (sur quinze) au marathon.

## Jeux de 1934
Les Jeux de l'Empire britannique de 1934 se tiennent à Londres. Paddy Bermingham semble y avoir été le seul athlète représentant l'État libre d'Irlande, et ses résultats sont aujourd'hui officiellement attribués à l'Irlande du Nord. Il prend part à l'épreuve du lancer de disque. Son résultat n'a pas été enregistré, mais il n'obtient pas de médaille,.